# شاهزاده‌ای برای کریسمس
شاهزاده‌ای برای کریسمس (به انگلیسی: A Princess for Christmas) که در انگلیس با عنوان گاهی اوقات رؤیاها به حقیقت می‌پیوندند شناخته می‌شود، یک فیلم تلویزیونی کمدی-درام آمریکایی محصول سال ۲۰۱۱ به کارگردانی مایکل دامیان با بازی راجر مور، کتی مک‌گراث، سم هیوین، شارلوت سالت، لیلا د مزا و تراویس ترنر است. اولین نمایش فیلم در ۳ دسامبر ۲۰۱۱ در شبکه هالمارک بود.

## داستان
یک زن جوان به همراه خواهرزاده و برادرزاده اش به کاخی در اروپا دعوت می‌شوند اما در آنجا برای این شاهزادهٔ جوان اتفاق ناخواسته ای می‌افتد و …